# Polystachya euspatha
Espèce
Polystachya euspatha est une espèce de plantes de la famille des Orchidaceae appartenant au genre Polystachya, endémique du Cameroun.

## Distribution
Cette herbe épiphyte cespiteuse n'est connue que par l'échantillon-type collecté, en fleurs, par Carl Ludwig Ledermann lors de son périple au Cameroun, près de Baré, en novembre 1908, à la lisière d'une forêt-galerie, à une altitude de 860 m.